# Меджліс кримськотатарського народу

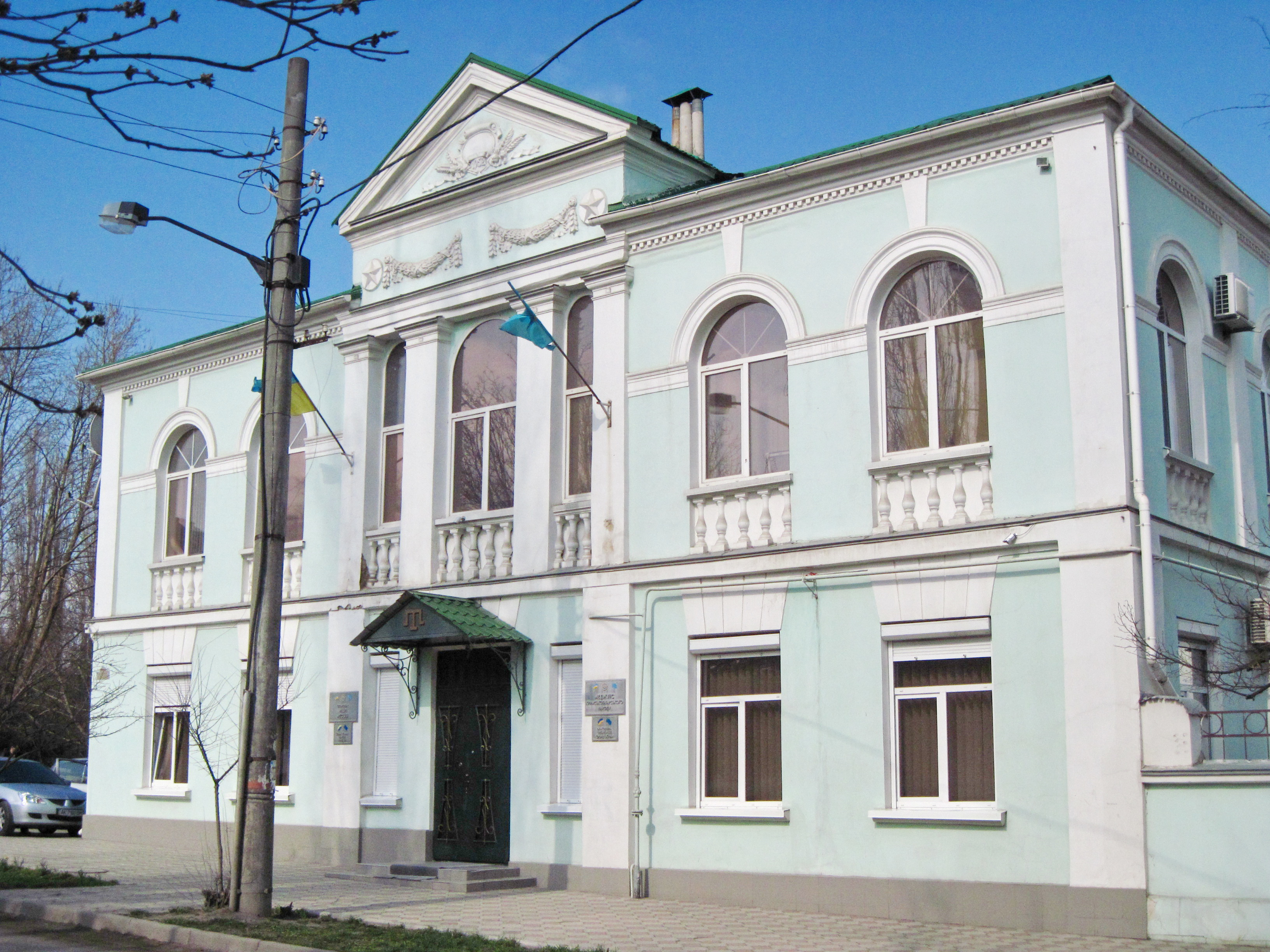
Будинок Меджлісу кримськотатарського народу у Сімферополі. Конфіскований російською окупаційною владою.

Меджлі́с кримськотата́рського наро́ду (крим. Qırımtatar Milliy Meclisi) — представницький орган кримських татар, подібний до парламенту. Згідно зі статутом, метою меджлісу є подолання наслідків геноциду вчиненого проти кримських татар радянською владою, відновлення прав і національно-територіальне самовизначення. Розташований у Сімферополі.
Після окупації Криму Росією проти Меджлісу і кримських татар чиняться репресії. Так, самопроголошена «прокурорка» Республіки Крим призупинила діяльність Меджлісу кримськотатарського народу за незалежну проукраїнську політику, а також заборонила в'їзд до Криму Голові Меджлісу Рефатові Чубарову.

## Історія
Меджліс було засновано в 1991 році для представництва інтересів кримських татар перед українською та кримською владою, а також в міжнародних організаціях.
30 червня 1991 року Меджліс прийняв національний гімн і прапор кримських татар.
У кінці серпня — на початку вересня 1991 року відбулося позачергове засідання Меджлісу, на якому члени Меджлісу привітали проголошення незалежності України і прийняли звернення до Верховної Ради України, у якому закликали визнати Меджліс вищим і єдиним представницьким органом кримськотатарського народу, без участі якого не повинні вирішуватися питання Криму. Для цього було направлено заступника голови Меджлісу Рефата Чубарова із делегацією до Києва для зустрічі із представниками демократичних сил у парламенті та з керівництвом України. Також було зазначено, що у той час Верховна Рада Кримської АРСР намагалася відокремити Крим від України та самостійно підписати союзний договір із Москвою; у такому випадку він перетворився б на «комуністичний заповідник», і відновлення прав кримських татар було б значно ускладнено.
У вересні 1991 року і лютому-березні 1992 року Меджліс проводив мітинги у Києві для надання Криму статусу національно-територіального утворення у складі України. Зокрема із відповідним зверненням виступив Рефат Чубаров на засіданні Верховної Ради України 25 березня 1992 року. Однак відповідне рішення керівництвом України тоді не було прийняте.
У 2012 Меджліс став учасником Платформи європейської пам'яті та сумління — міжнародного проєкту, покликаного досліджувати діяльність і злочини тоталітарних режимів у Європі в XX столітті та не допустити відновлення тоталітаризму в Європі.

## Структура і керівництво
Є виконавчим органом Курултая кримськотатарського народу і обирається з його членів.
Складається з 33 членів.
Від заснування до листопада 2013 року головою Меджлісу був Мустафа Джемілєв. З листопада 2013 головою Меджлісу є Рефат Чубаров. Тоді ж було затверджено нову структуру Меджлісу, згідно з якою введено 5 посад заступників голови Меджлісу кримськотатарського народу. Їх зайняли: Айдер Аджимамбетов, Наріман Джелялов, Аслан Омєр Киримли, Заур Смірнов, Ахтем Чийгоз.
Для виконання рішень Меджлісу в усіх місцях проживання кримських татар в Україні обираються органи національного самоуправління — регіональні та місцеві меджліси, що підпорядковуються основному керівному органу.

## Вибори голови
У листопаді 2011 Мустафа Джемілєв заявив, що хоче піти у відставку з посади Голови Меджлису кримськотатарського народу, шляхом відмови від балотування до Курултаю. Під час проведення Курултаю у липні 2012 року він прохав внести до порядку денного питання про обрання нового голови Меджлісу, але воно не розглядалось, і він залишився на цій посаді.
У травні 2013 Мустафа Джемілєв заявив, що піде з поста голови Меджлісу, і не балотуватиметься на цю посаду. 27 жовтня 2013 новим головою Меджлісу став Рефат Чубаров. Він з незначною перевагою виграв ці вибори в іншого претендента Ремзі Ільясова.

## Окупація Криму Росією
19 квітня 2014 над будівлею Меджлісу кримськотатарського народу було вивішено прапор України, через що до правоохоронних органів надійшов телефонний дзвінок, і правоохоронці приходили за поясненнями та склали протокол.
5 липня 2014 року окупаційна влада півострова на 5 років заборонила в'їзд до Криму і Росії Голові Меджлісу Рефатові Чубарову. Самопроголошений «прокурор» Криму Наталія Поклонська зачитала Чубарову «постанову» про заборону на в'їзд. Своєю чергою, Голова Меджлісу зажадав почути постанову державною кримськотатарською або українською мовою:
|  | Я не розумію цієї мови, давайте державною — українською, кримськотатарською [14] |
Поклонська відмовила Чубарову у цьому праві. Згідно з реакцією Уповноваженого Верховної Ради з прав людини, дії Росії щодо Рефата Чубарова не відповідають декларації Організації об'єднаних націй «фундаментальні права і свободи корінного населення щодо кримських татар».
7 липня 2014 року Меджліс ухвалив рішення відкликати своїх представників з органів виконавчої влади Криму. У Меджлісі побоюються, що інцидент з Рефатом Чубаровим може повторитися щодо будь-якого кримського татарина:
|  | Подібні дії дають побоювання, що з кожним кримським татарином, який у себе на батьківщині говорить про свої права і свободи, будуть чинити аналогічно. Ситуація з Чубаровим — це спроба обезголовити Меджліс і внести розкол серед кримських татар. Але результату це не дало і лише більше консолідувало народ. Всі наші рішення, як і раніше, будуть визначатися з точки зору позиції Чубарова. Меджліс продовжує працювати і всі організаційні питання будуть вирішуватися і далі у звичайному режимі |